# Rácalmás
Rácalmás är en ort i Ungern.   Den ligger i provinsen Fejér, i den centrala delen av landet, 50 km söder om huvudstaden Budapest. Rácalmás ligger 140 meter över havet och antalet invånare är 4 148.
Terrängen runt Rácalmás är platt. Runt Rácalmás är det tätbefolkat, med 881 invånare per kvadratkilometer. Närmaste större samhälle är Dunaújváros, 6,4 km söder om Rácalmás. Runt Rácalmás är det i huvudsak tätbebyggt.